# Křížkov

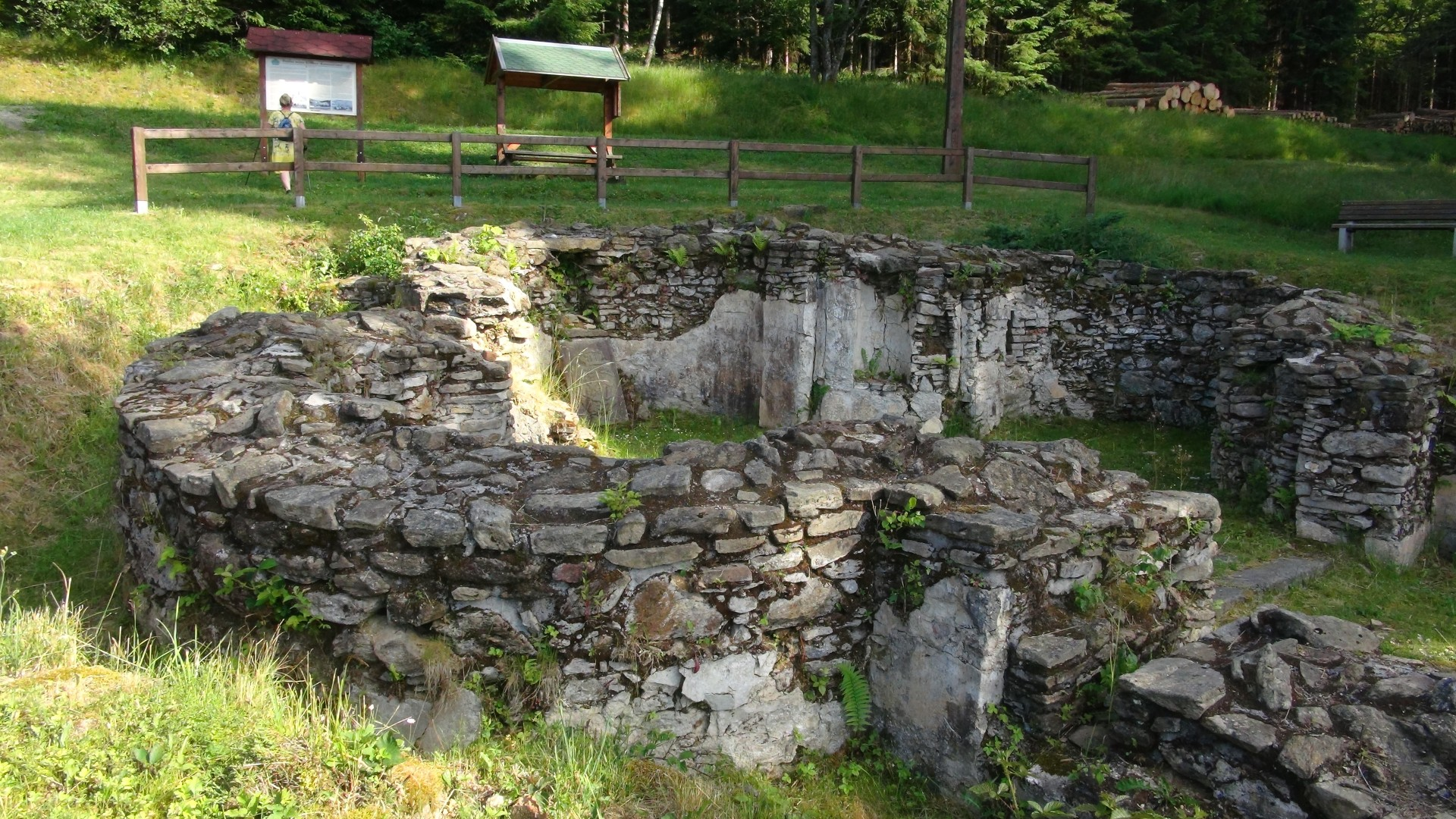

Zaniklé poutní místo Křížkov (Kreutzwinkel) se nachází na tzv. Tolarské cestě, což je lesní cesta spojující v délce 3,7 kilometru Hamry a Zadní Hamry v Královském hvozdu.
Jako první zde stála kaple, vystavěná  poblíž bývalé silnice do Železné Rudy sedlákem Janem Tornerem, a to přímo uprostřed několika domů osady Křížkov (Kreutzwinkel). Následné vybudování kostela je připisováno příslušníkovi rodu Kolowratů, kterým byl politik a mecenáš Vilém Albrecht I. Krakovský z Kolovrat, ten se i finančně podílel na stavbě pražské Lorety. Uvnitř kaple byly tři rokokové oltáře s bohatě řezanými akantovými spirálově stáčenými úponky. Nad šindelovou střechou byla podle dobových fotografií a obrázků cibulová vížka. Na oltáři byla vystavena stříbrná destička s autentizovaným ostatkem svatého Kříže, který kapli darovala roku 1736 Kateřina Knittlová.
Jako mnoho šumavských sakrálních objektů byla kaple zbořena v roce 1958.

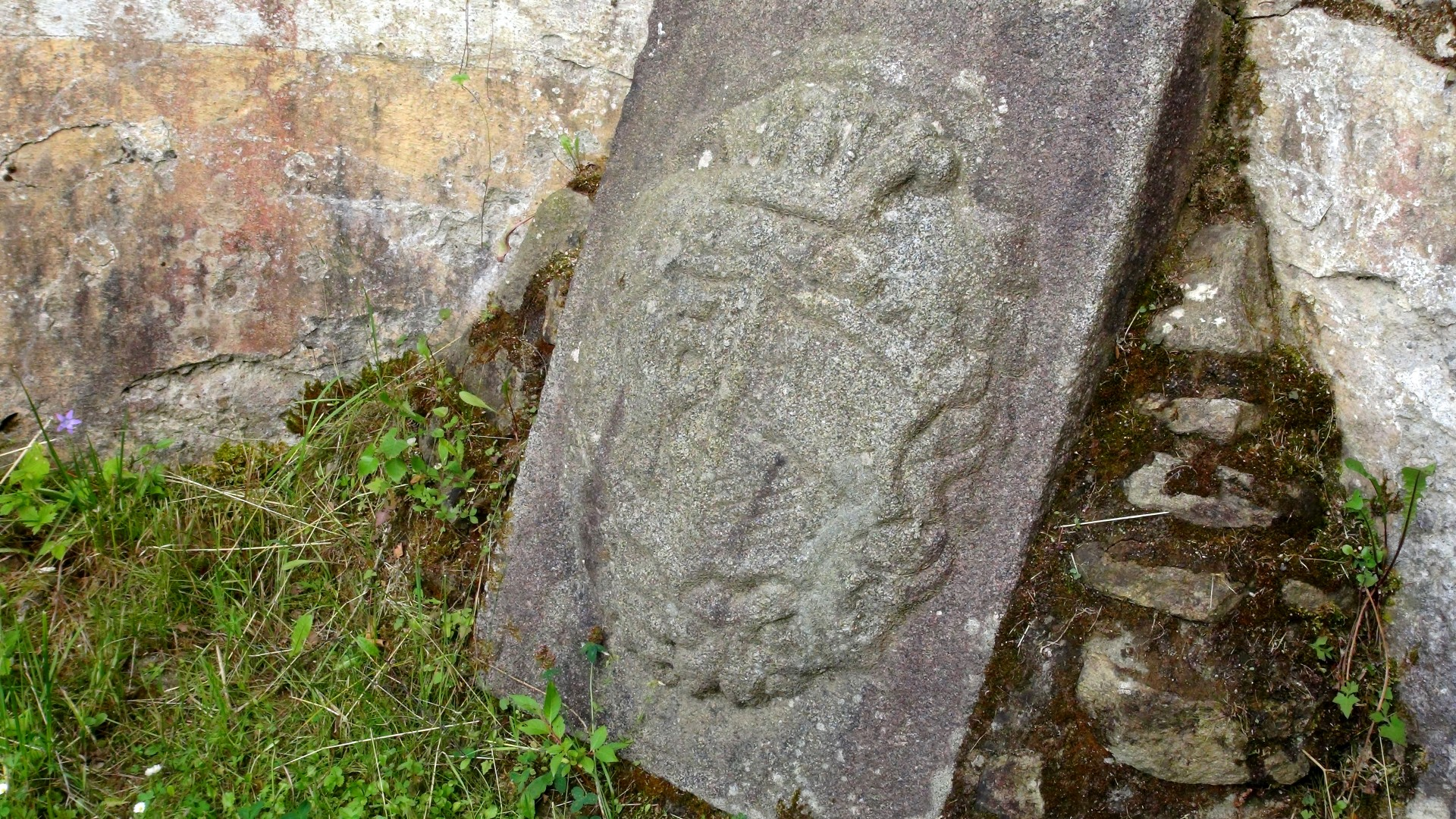
Erb rodu Kolowratů

Poutní místo bylo obnoveno v roce 2007 obcí Hamry a sdružením rodáků německé národnosti Künische Gemeinde Hammern (Královská obec Hamerská) a s přispěním bavorské obce Lam. Finálnímu uvedení do současné pietní podoby předcházelo odkrytí základů a dvoumetrových obvodových zdí, dochovala se část podlahy a nalezeny byly drobné kovové předměty. Objeven byl i kámen s erbem Krakovských z Kolovrat (rodový zvyk je uvádí jako Krakowští-Kolowrat, či Krakovští z Kolowrat) s vytesaným letopočtem 1731.
Cesta k tomuto místu od parkoviště Zadní Hamry - mosti zastavení u něj na místě, kde stojí zde 6 m vysoký kříž a informační tabule, nabízí pohledy do Hamerského údolí, nedaleko vpravo od lesní cesty se ve strmém lesním údolí nacházejí kaskády Lukášových vodopádů.